# Auslandsschule
Auslandsschule o Deutsche Auslandsschule son escuelas alemanas en países cuya lengua oficial no es el alemán. Una Auslandsschule se caracteriza por la enseñanza en alemán, o por lo menos parte de las asignaturas, y por el reconocimiento de los diplomas de graduación por parte del Estado alemán. 
Por lo general se trata de escuelas privadas dirigidas por una asociación apoyada económicamente por Alemania. Hasta 2008 existían 117 Auslandsschulen en todos los continentes. La ZfA (Central de Coordinación para las Escuelas Extranjeras), a su vez bajo responsabilidad del Ministerio de Relaciones Exteriores, se encarga de supervisar estas escuelas.

## Tipos
Las Auslandsschulen se diferencian según la clase y cantidad de la enseñanza en alemán y los diplomas de graduación que se otorgan:
- Deutschsprachige Schulen: En las escuelas de habla alemana, las clases se imparten exclusivamente en alemán y se otorgan asimismo solamente diplomas de graduación alemanes. La mayoría de los alumnos son niños alemanes, cuyos padres se encuentran por trabajo en el país de acogida.
- Zweisprachige Schulen (Begegnungsschulen): En las escuelas bilingües se imparten clases en alemán y el idioma nacional. Este tipo de escuelas están abiertas para los nacionales del país de acogida y los diplomas de graduación otorgados son tanto de Alemania como del país de acogida. El objetivo principal de estas escuelas es el intercambio cultural.
- Landessprachige Schulen mit verstärktem Deutschunterricht: En las escuelas con énfasis en el idioma alemán, por lo general las asignaturas son en el idioma nacional y se pone un énfasis especial en la asignatura de alemán. Estas escuelas están integradas completamente en el sistema educativo local y se otorga el Deutsche Sprachdiplom der KMK al término de los estudios.

## Financiación
Las Auslandsschulen se financian mayoritariamente a través de la pensión escolar y donaciones. Además, el gobierno alemán apoya económicamente a estas escuelas con fondos públicos. En algunos países, también el gobierno local ayuda a financiar la escuela. En muchas escuelas existe un sistema de becas para alumnos que se quedan huérfanos durante su vida escolar y para niños de escasos recursos económicos con altas calificaciones. 

## Profesores
Alemania envía profesores (Auslandsdienstlehrkraft) a estas escuelas para poder asegurar la calidad de la enseñanza. Estos profesores pertenecen al sistema educativo normal alemán y son enviados a las Auslandsschulen por un periodo máximo de ocho años. Durante este tiempo reciben su sueldo (más un suplemento por trabajar en el extranjero) de Alemania y están a las órdenes del director de la escuela. También existen profesores (Ortslehrkraft) que son contratados, a través del ZfA, directamente por las escuelas y reciben su sueldo de la Auslandsschule. 
Conseguir un puesto de trabajo en una Auslandsschule no es fácil, ya que éstas, al ser también escuelas privadas, tienen que mantener una calidad que satisfaga a los padres de familia. Muchos profesores recién graduados o jóvenes desean trabajar en el extranjero por la experiencia que esto les da. Sin embargo, también hay muchos profesores mayores que se atreven a salir del país por un par de años. Los profesores que imparten clases en las Auslandsschulen suelen ser más abiertos, mejor preparados y con más motivación que los que dictan clases en Alemania. Muchas veces se ven obligados, por ser una escuela privada, a innovar sus técnicas pedagógicas y actualizarse constantemente, cosa que en Alemania no sucede.[cita requerida]
La dirección de la escuela está por lo general en manos de un profesor enviado directamente desde Alemania.